# Jorge Franco Alviz
Jorge Franco Alviz (Burguillos del Cerro, 29 oktober 1993) - alias Burgui - is een Spaans voetballer die bij voorkeur als vleugelspeler speelt. Hij verruilde Real Madrid in juli 2017 voor Deportivo Alavés.

## Clubcarrière
Burgui speelde in de jeugd bij CD Burguillos, CP Cacereño en CD Diocesano. In maart 2012 trok hij naar Real Madrid. Tijdens het seizoen 2012/13 debuteerde hij in Real Madrid C, in de Segunda División B. Op 2 juni 2013 debuteerde hij in Real Madrid Castilla, als invaller tegen AD Alcorcón in de Segunda División. Op 21 september 2013 maakte hij zijn eerste doelpunt voor Real Madrid Castilla, tegen Real Zaragoza. Op 11 mei 2014 zat hij op de bank in de voorlaatste competitiewedstrijd van het seizoen 2013/14 tussen Real Madrid en Celta de Vigo, die met 2-0 verloren ging. Real Madrid verhuurde Burgui gedurende het seizoen 2015/16 aan RCD Espanyol. Daarvoor debuteerde hij dat jaar in de Primera División.
1 Sivera ·
2 Gorosabel ·
3 Duarte ·
4 Sedlar ·
5 Abqar ·
6 Guevara ·
7 Sola ·
8 Blanco ·
10 Hagi ·
11 Rioja  ·
14 Tenaglia ·
15 García ·
16 Marín ·
17 Alkain ·
18 Guridi ·
20 Simeone ·
21 Rebbach ·
22 Vicente ·
23 Benavídez ·
26 Álvarez ·
26 López ·
29 Panichelli ·
31 Owono ·
32 Omorodion ·
33 Rodríguez ·
Coach: García